# Banco Maskan
O Banco Maskan (em persa: بانک مسکن) é uma instituição bancária iraniana.

## Estrutura
A subsidiária inclui:
- Housing Investment Company (شرکت  سرمایه گذاری مسکن; Šerkat Sarmāye Gozāri Maskan), de 1991; [1] receberam o Prémio Nacional de Qualidade do Irão (جايزه ملي كيفيت ايران) em 2004[2]